# Sly Stone
Sylvester Stewart (15 de març de 1943 - 9 de juny de 2025), més conegut pel seu nom artístic de Sly Stone, va ser un músic, compositor i productor estatunidenc. Va ser conegut sobretot pel seu paper com a líder de Sly and the Family Stone i per jugar un paper fonamental en el desenvolupament del funk amb la seva fusió de soul, rock, psicodèlia i gospel pionera als anys seixanta i setanta. AllMusic considera que potser  «James Brown va inventar el funk, però Sly Stone el va perfeccionar», i li atribueix la «creació d'una sèrie de discos alegres però carregats políticament que van tenir una gran influència en artistes de tots els orígens musicals i culturals». Crawdaddy! el considera com a fundador del moviment " soul progressista ".
Va néixer a Texas però va créixer a la ciutat de Vallejo, a la zona de la badia de San Francisco, al nord de Califòrnia. Stone va dominar diversos instruments des de ben petit i va cantar música gospel amb els seus germans (i futurs companys de banda) Freddie i Rose . A mitjans dels anys seixanta, va treballar com a productor discogràfic per a Autumn Records i com a discjòquei per a l'emissora de ràdio KDIA de San Francisco. El 1966, Stone i el seu germà Freddie van unir les seves bandes per formar Sly and the Family Stone, un grup racialment divers i amb barreja de gèneres. El grup aconseguiria èxits com ara " Dance to the Music " (1968), " Everyday People " (1968), " Thank You (Falettinme Be Mice Elf Agin) " (1969), " I Want to Take You Higher " (1969), " Family Affair " (1971) i " If You Want Me to Stay " (1973), i àlbums aclamats com ara Stand! (1969), There's a riot (1971) i Fresh (1973).
A mitjans dels anys setanta, el consum de drogues i el comportament erràtic de Stone van comportar la dissolució del grup, fent que gravés diversos àlbums en solitari però sense gaire èxit. També va fer gires i va col·laborar amb artistes com Parliament-Funkadelic, Bobby Womack i Jesse Johnson . El 1993, va ser inclòs al Saló de la Fama del Rock and Roll en tant que membre del grup. Va participar en un homenatge a Sly and the Family Stone als Premis Grammy del 2006, essent la seva primera actuació en directe des del 1987. L'any 2023 va publicar l'autobiografia Gràcies (Falettinme Be Mice Elf Agin).